# Boće (Raška)
Boće (Servisch cyrillisch Боће) is een plaats in de Servische gemeente  Raška. De plaats telt 70 inwoners (2002).